# José María Plácido Caamaño
Pour les articles homonymes, voir Caamaño.
José María Plácido Caamaño y Gómez-Cornejo, né le 5 octobre 1837 à Guayaquil et mort le 31 décembre 1900 à Séville (Espagne), est un homme d'État équatorien. Membre du parti libéral, il a été président de l'Équateur du 23 novembre 1883 au 1er juillet 1888.

## Biographie
Exilé après la prise de pouvoir du général Eloy Alfaro, il meurt en exil à Séville en 1900 à l'âge de 63 ans.